# Margit Bartfeld-Feller
Margit Bartfeld-Feller (geboren 31. März 1923 in Czernowitz; gestorben 26. November 2019 in Tel Aviv) war eine altösterreichische, zuletzt in Israel lebende Schriftstellerin.

## Leben
Nach unbeschwerter Kindheit und Jugend im jüdischen Bürgertum des multikulturellen, damals zu Rumänien gehörigen Czernowitz wurde die Autorin mit zahlreichen Schicksalsgenossen 1941 von der Sowjetunion nach Sibirien verschickt. Die dortigen furchtbaren Erfahrungen, aber auch ihre weitere bewegte Lebensgeschichte bilden den Stoff für Bartfeld-Fellners nun über zehn Buchpublikationen.
Bartfeld-Feller schildert in ihren Jahrzehnte später verfassten Erinnerungsbüchern die harmlosen Vergnügungen ihrer Gymnasialzeit aber auch den Hungertod ihres Vaters, sie schildert die Schönheiten aber auch die Gefahren der sibirischen Urwald-Landschaft. Auch Privates kommt zur Sprache, etwa die Heirat mit dem Baumeister Kurt Feller (1948) und die Geburt der Tochter Anita 1954.
Als Schriftstellerin ist Bartfeld-Feller eine Spätberufene. 32 Jahre lang arbeitete sie als Musiklehrerin im Tomsker Kinderheim. 1979 starb Kurt Feller. Erst 1990 gelang der Autorin schließlich, die Genehmigung zur Auswanderung zu erhalten. Sie emigrierte mit ihrer Mutter, Tochter, mit dem Schwiegersohn und zwei Enkeln nach Israel.
Margit Bartfeld-Feller erhielt 2013 den Theodor-Kramer-Preis. Sie verstarb am 26. November 2019 in Tel Aviv.

## Werk
Margit Bartfeld-Fellers Publikationen sind autobiographisch geprägt und durch unprätentiöse Erzählkraft ausgezeichnet. Als Herausgeber fungiert Erhard Roy Wiehn im Hartung-Gorre-Verlag Konstanz.
- Dennoch Mensch geblieben (1996),
- Nicht ins Nichts gespannt (1998),
- Wie aus ganz andern Welten (2000),
- Am östlichen Fenster (2002, enthält auch die ersten drei Bände),
- Unverloren (2005),
- Erinnerungswunde (2007),
- Aschenblumen (Photodokumentation, 2008),
- Mama Cilly (2009),
- Nachhall (in deutscher und russischer Sprache, mit einem Vorwort von G. Stourzh, 2011).